# Zebre Rugby Club 2018-2019

## Pro14 2018-19

### Stagione regolare
| Incontro                 | Risultato |
| ------------------------ | --------- |
| Zebre — Southern Kings   | 32-16     |
| Connacht — Zebre         | 32-13     |
| Zebre — Cardiff Rugby    | 26-24     |
| Dragons — Zebre          | 16-5      |
| Zebre — Ospreys          | 8-22      |
| Glasgow Warriors — Zebre | 36-8      |
| Zebre — Edimburgo        | 34-16     |
| Cardiff Rugby — Zebre    | 37-0      |
| Zebre — Munster          | 7-32      |
| Ospreys — Zebre          | 43-0      |
| Zebre — Benetton         | 8-10      |
| Benetton — Zebre         | 28-10     |
| Zebre — Cheetahs         | 12-27     |
| Cheetahs — Zebre         | 61-28     |
| Zebre — Leinster         | 24-40     |
| Ulster — Zebre           | 54-7      |
| Zebre — Glasgow Warriors | 10-42     |
| Munster — Zebre          | 31-12     |
| Zebre — Connacht         | 5-6       |
| Scarlets — Zebre         | 42-0      |
| Zebre — Benetton         | 11-25     |

#### Risultati della stagione regolare -conferenceA
| Posizione | G  | V | N | P  | PF  | PS  | DP   | B | Pt |
| --------- | -- | - | - | -- | --- | --- | ---- | - | -- |
| 7ª        | 21 | 3 | 0 | 18 | 260 | 640 | -380 | 7 | 19 |

## European Rugby Challenge Cup 2018-19

### Girone 4
| Incontro            | Andata | Ritorno |
| ------------------- | ------ | ------- |
| Bristol — Zebre     | 43-22  | 17-20   |
| Enisej-STM — Zebre  | 14-31  | 14-58   |
| La Rochelle — Zebre | 32-12  | 22-10   |

#### Risultati della fase a gironi
| Posizione | G | V | N | P | PF  | PS  | DP  | B | Pt |
| --------- | - | - | - | - | --- | --- | --- | - | -- |
| 3ª        | 6 | 3 | 0 | 3 | 153 | 142 | +11 | 2 | 14 |